# Irfan Ljubijankić
Irfan Ljubijankić (Bihać, 26. studenoga 1952. – Cetingrad, 28. svibnja 1995.) bio je bosanskohercegovački kirurg, skladatelj klasične glazbe, političar i diplomat. Bio je ministar vanjskih poslova Republike Bosne i Hercegovine od 30. listopada 1993. do smrti 28. svibnja 1995.